# Massif des Trois-Évêchés
Das Massif des Trois-Évêchés (okzitanisch Massís dei Tres Eveschats ‚Gebirgsmassiv der Drei Bistümer‘) ist ein Bergmassiv in den südfranzösischen Provenzalischen Alpen im Département Alpes-de-Haute-Provence in der Region Provence-Alpes-Côte d’Azur. Sein Name leitet sich vom 2818 Meter hohen Gipfel Trois-Évêchés ab, der als zentraler topografischer Punkt in diesem Massiv gilt. Die höchste Erhebung ist jedoch der Tête de l’Estrop, ein Berg mit 2961 m, eine Namensbezeichnung aus dem Okzitanischen.

## Lage
Die weitläufige Berggruppe erstreckt sich von Norden nach Süden zwischen den Tälern der Flüsse Bès im Westen, Ubaye im Norden, Verdon im Osten und Asse (ungefähr) im Süden. Sie wird im Norden durch das Massif du Parpaillon, im Osten durch das Massif du Pelat, südöstlich vom Alpenvorland von Castellane sowie im Süden und Westen von den Ausläufern des Alpenvorland von Digne begrenzt. Der Fluss Bléone entspringt am Fuße der Gipfel Tête de l’Estrop und Trois-Évêchés. Als Nebenfluss der Ubaye verläuft auch der Grand Riou de la Blanche in diesem Bergmassiv.
Am 24. März 2015 wurde ein Airbus A320 auf dem Flug 9525 der Germanwings bei Prads-Haute-Bléone vom Co-Piloten gegen einen Berghang geflogen. Alle 144 Passagiere und 6 Besatzungsmitglieder kamen dabei ums Leben.

## Höchste Erhebungen des Massivs
- Tête de l’Estrop, 2961 m
- Grande Séolane, 2909 m
- Petite Séolane, 2854 m
- Trois-Évêchés, 2818 m
- Tête de Chabrière, 2745 m
- Roche Close, 2739 m
- Sommet du Caduc, 2654 m
- Mourre-Gros, 2652 m
- Montagne de la Blanche, 2610 m
- Les Mées, 2599 m
- Tête de la Sestrière, 2572 m
- Tête Noire, 2560 m
- Sangraure, 2560 m
- Dormillouse, 2505 m
- Sommet du Tromas, 2500 m
- Autapie, 2426 m
- Sommet de Denjuan, 2403 m
- Gros Tapy, 2374 m
- Grand Croix, 2369 m
- Montagne du Cheval Blanc, 2323 m